# Lac Owens
Pour les articles homonymes, voir Owens.
Le lac Owens est un lac de soude, asséché dans l'est de la Californie. 
Il était alimenté par l'eau de la vallée de l'Owens, mais depuis 1913 cette eau est captée par un aqueduc pour alimenter Los Angeles.
Le lac Owens est un ancien grand lac de Californie, qui a été totalement asséché au XXe siècle pour les besoins en eau de Los Angeles. Situé dans la vallée d'Owens, à l'est de la Sierra Nevada, dans le comté d'Inyo, il se trouve à environ 5 km au sud de Lone Pine. Il appartient à la province géologique du Grand Bassin. À la différence de la plupart des lacs fossiles (devenus totalement secs depuis la fin de la dernière glaciation) du même bassin, le lac Owens a conservé une quantité d'eau importante jusqu'en 1913, date à laquelle une grande partie de la rivière Owens qui l'alimentait fut détournée pour alimenter l'aqueduc de Los Angeles. À partir de 1913 le niveau du lac n'a cessé de baisser pour arriver au dessèchement complet en 1926. Un projet vise à restaurer le lac. Aujourd'hui, une partie du débit de la rivière a été restaurée et la zone du fond de l'ancien lac contient maintenant des zones humides et un peu d'eau. Néanmoins depuis 2013, à cause des envols de poussières riches en sels et métaux toxiques, cette zone est la première source de pollution par les poussières aux États-Unis.

## Histoire

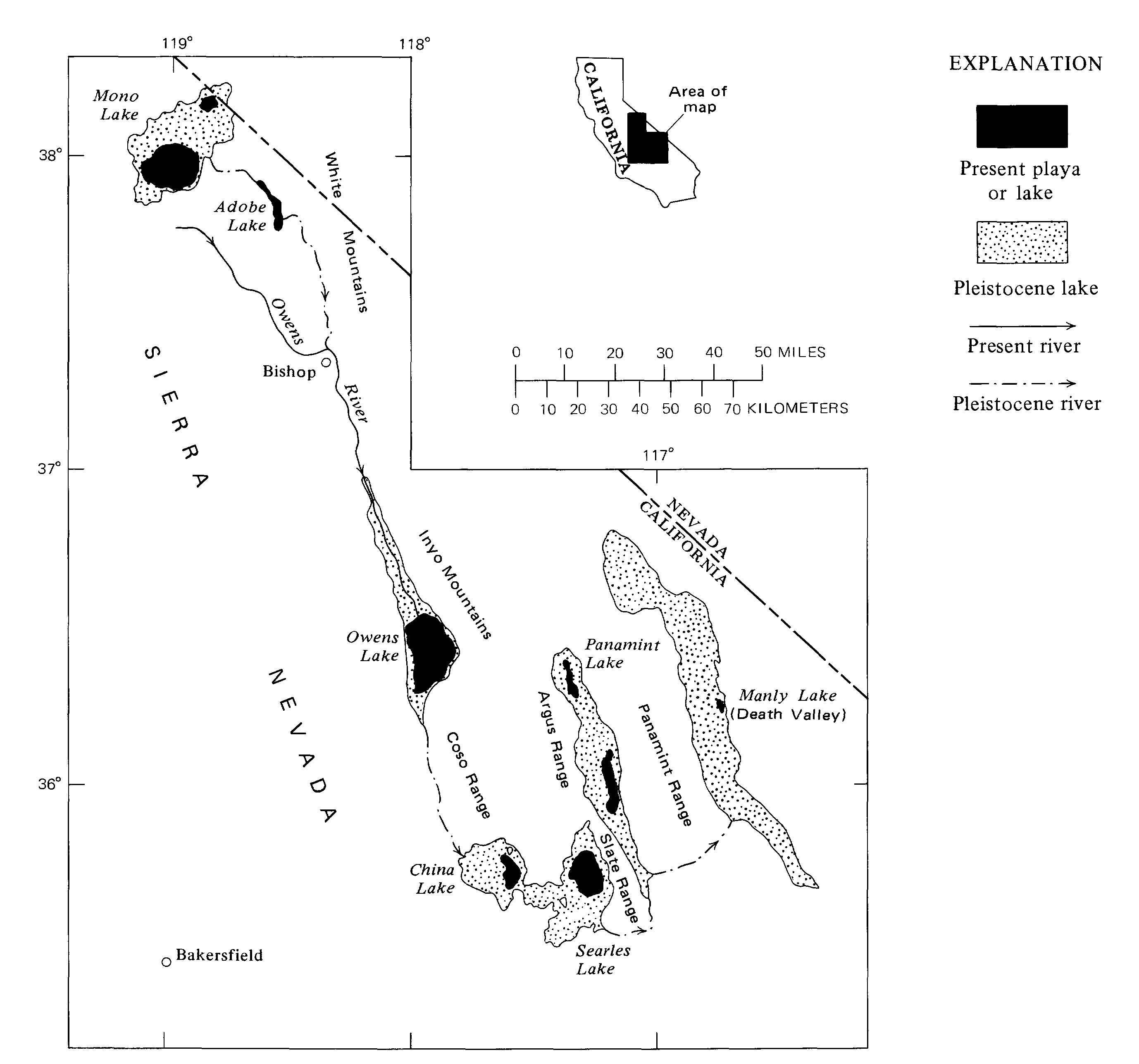
Carte du système des lacs du Pléistocène autrefois interconnectés dans l'est de la Californie (source USGS).

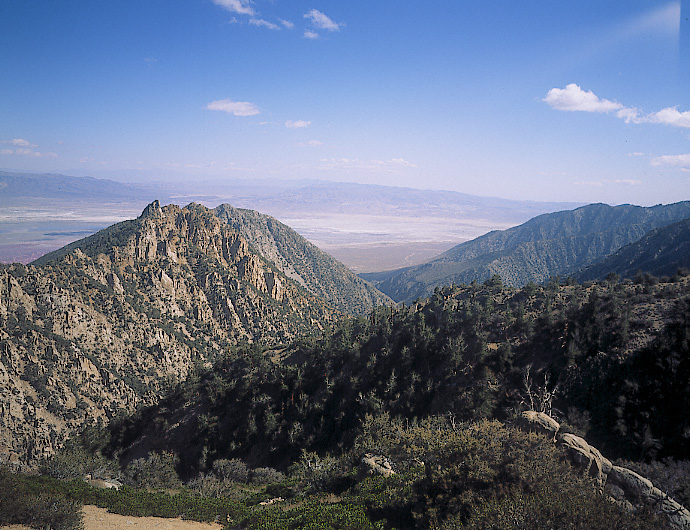
Owens Lake vu de la route « Horseshoe Meadows Road ».

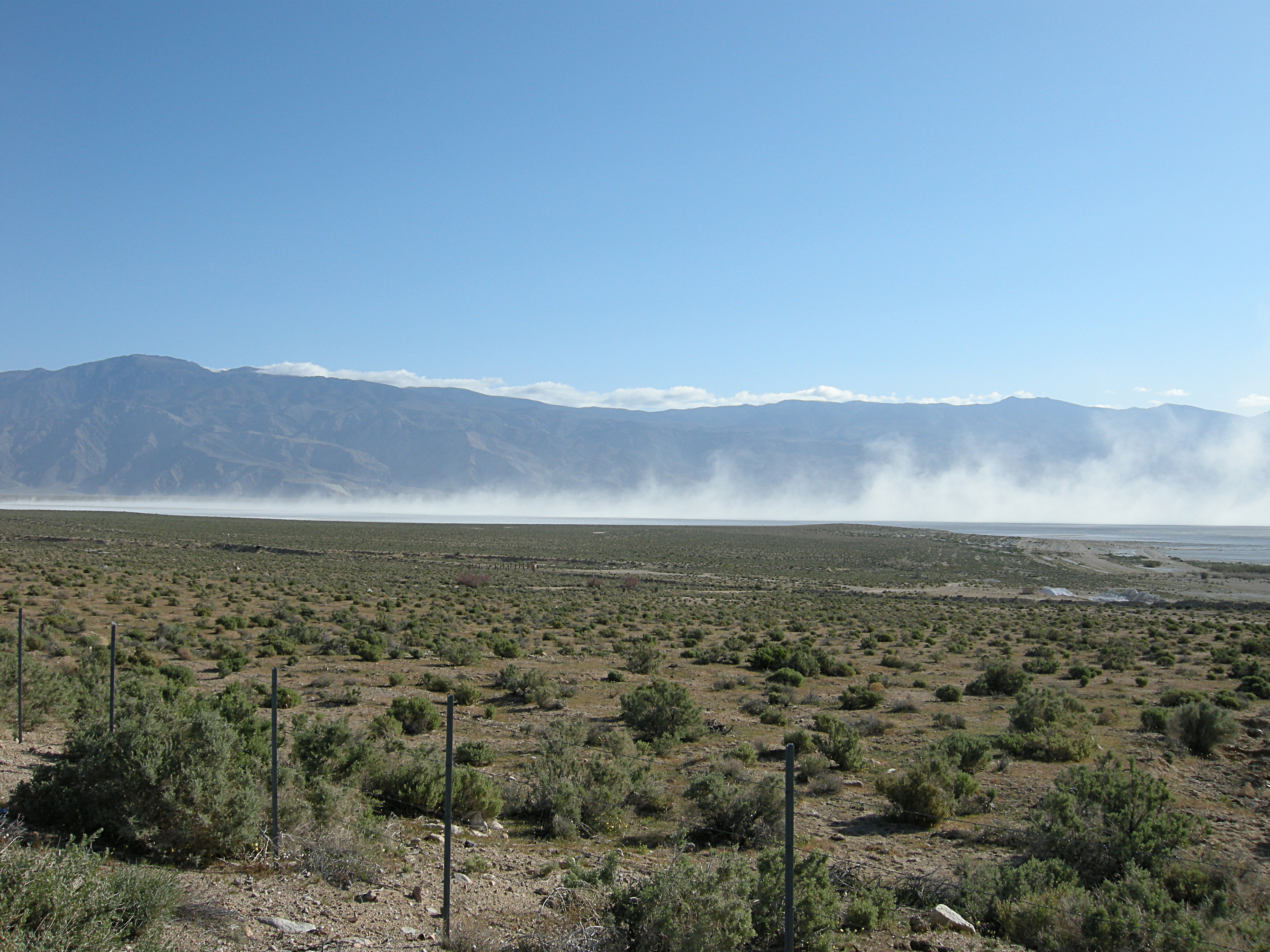
Tempête de poussières alcalines au-dessus du fond de l'ancien lac Owens.

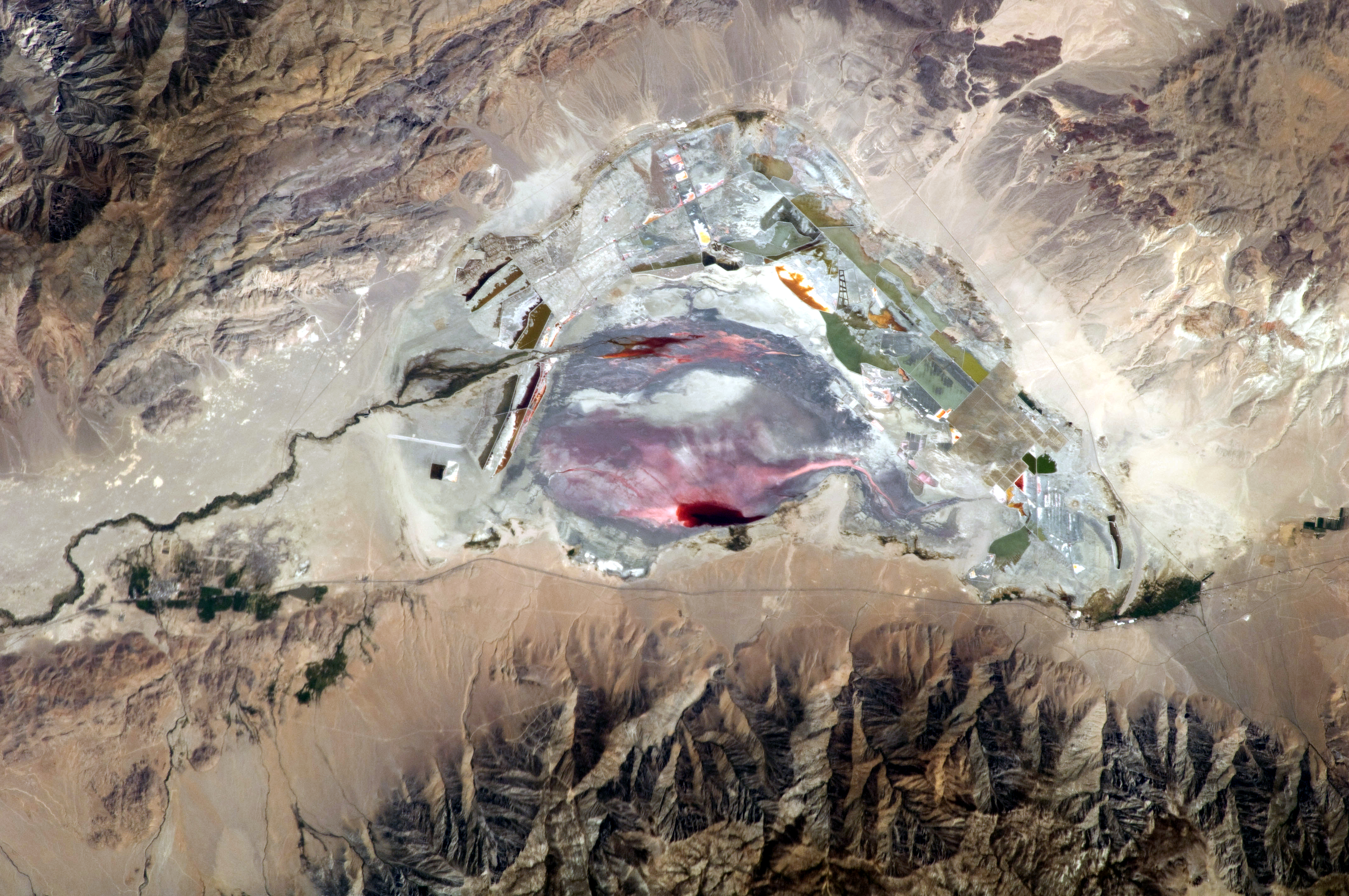
Photographie faite par un astronaute montrant le fond presque sec du lac Owens.

Le lac Owens a été ainsi baptisé par l'explorateur John Charles Frémont, en l'honneur de l'un de ses guides, Richard Owens.
Avant la dérivation de la rivière Owens, le lac Owens s'étendait sur 19 km de long et 13 km de large, couvrant une superficie maximale de 280 km2. Au cours de ses cent dernières années, le lac a eu une profondeur moyenne de 7,0 à 15,2 m, débordant parfois au sud, vers le désert de Mojave. 
En raison d'une intense évaporation il était déjà en 1905 jugé "excessivement salé".
Ses sédiments abritent une bactérie aux caractéristiques étonnantes, Anaerovirgula multivorans.
On pensait qu'à la fin du Pléistocène, il y a environ 11 à 12 000 ans, le lac Owens était encore plus grand, couvrant près de 520 km2 et atteignant 61 m de profondeur, alimenté par la rivière Owens, elle-même alimentée par la fonte post-glaciaire des sommets et des flancs de la Sierra Nevada, le lac débordant alors largement vers le sud via la vallée Rose, alimentant un autre lac californien (aujourd'hui asséché, le lac China, dans la vallée d'Indian Wells, près de Ridgecrest). Après la fonte totale des glaciers, le niveau du lac a progressivement baissé, baisse qui a dans un premier temps été exacerbée par les prélèvements humains (avant même la construction de l’aqueduc de Los Angeles) pour l'irrigation agricole de la vallée d’Owens (qui s’était déjà appropriée l'essentiel du débit de ses affluents).
En 1913, le Département de l'eau et de l'électricité de Los Angeles (LADWP) a en outre détourné la rivière et les ruisseaux qui alimentaient le lac Owens vers l'aqueduc de Los Angeles. Le niveau du lac a alors commencé à baisser rapidement. À mesure que le lac s'asséchait, la production de soude située près de Keeler (Californie), passa de méthodes chimiques relativement peu coûteuses à des méthodes physiques plus coûteuses. La société Natural Soda Products Company a poursuivi la ville de Los Angeles et a construit une nouvelle usine avec 15 000 $ obtenus lors du procès. Un incendie a détruit cette usine peu après sa construction, mais l'entreprise l'a reconstruite sur le fond du lac asséché dans les années 1920.
L'hiver 1937 ayant été exceptionnellement humide, le LADWP n'a pas absorbé toute l'eau dans son aqueduc, ce qui a permis de régulariser le lit du lac, mais en inondant ainsi l'usine de production de soude, ce qui a conduit les tribunaux à condamner la ville à dédommager l'entreprise à hauteur de 154 000 $. Après une tentative d'appel infructueuse devant la cour suprême de l'État (en 1941) le LADWP a construit un barrage (barrage de Long Valley) et un lac (lac Crowley) pour la lutte contre ce type d'inondations.

## Configuration actuelle
Il ne reste actuellement du lac que quelques petites zones humides et une immense zone de sédiments poudreux très salés (mélange d’argile, de sable et de divers minéraux, dont halites, burkéite, mirabilite, thénardite et trona) qui forment des nuages de poussières quand le vent est fort. 
Les années humides, ces minéraux forment une soupe chimique dans de petits étangs de saumure qui se constituent plus ou moins durablement sur le fond du lac asséché. Lorsque les conditions sont favorables, des bactéries archées halophiles (qui aiment le sel) se répandent dans l'eau ou sur le fond en lui donnant une couleur rose vif. De plus, les jours d'été particulièrement chauds (où la température du sol dépasse en surface 66 °C (150 °F), l'eau s'évapore des hydrates du fond du lac, créant une saumure vaseuse. 
Fréquemment des vents tourbillonnants ou des tempêtes soulèvent des nuages de poussières alcalines nocives ; jusqu'à près de 4 millions de tonnes (3,6 millions de tonnes) de poussière sont ainsi exportées du fond du lac vers l'atmosphère chaque année, provoquant des troubles respiratoires chez les résidents de cette région. Cette poussière inclut des substances cancérigènes dont du cadmium, du nickel et de l'arsenic

## Gestion actuelle, renaturation
Le LADWP et la « California State Lands Commission » sont propriétaires de la plus grande partie du lit d'Owens Lake, bien que quelques petites parcelles le long du rivage historique occidental appartiennent encore à des propriétaires privés.
En 2004, l'État de Californie via son Département des ressources halieutiques et animales  (CDFW) a acheté une parcelle de terrain de 88 hectares encore humide et souvent en eau sur l'ancien fond du lac Owens. Classée zone pour la faune sauvage de la commune de Cartago (autrefois nommée Carthage, puis Daniersburg puis Lakeville) en 2007 c'est l'une des rares zones humides bordant une zone encore en eau au printemps. Le CDFW utilise les fonds d'atténuation de Caltrans[Quoi ?] pour améliorer l'habitat [réf. nécessaire].
Dans le cadre de la législation sur la qualité de l'air, le LADWP tente de réinonder progressivement 70 km2 (27 miles carrés) de la cuvette de sel pour contribuer à réduire les envols et tempêtes de poussière alcaline (et leurs effets néfastes sur la santé des habitants et des écosystèmes).
Il y a aussi environ 9,1 km2 de végétation gérée de manière qu'elle limite les envols de poussière. La flore est là composée d'herbacées résistantes au sel et au bore du sédiment lacustre. Des couches de gravier ont aussi été dispersées sur le sédiment, pour limiter les envols de poussière toxique et écotoxique.

## Écologie
Le lac autrefois bleu et empli de plus de 10 m d'eau douce a disparu en quelques décennies de surexploitation de son eau, remplacé par quelques petites zones humides très saumâtres en cours de restauration/renaturation, qui constituent à nouveau une halte migratoire importante (pour le repos et l’alimentation) de millions d’oiseaux d'eau migrateurs, chaque année. C'est une zone polluée par les séquelles minières et la poussière alcaline, mais dépourvue de pollution lumineuse et où le dérangement de la faune est limité. 
En 1917, lors d'une visite au lac Owens, Joseph Grinnell (du Musée de zoologie des vertébrés de Berkeley) déclarait : « Un grand nombre d'oiseaux aquatiques sont visibles le long des rives du lac - avocettes, phalaropes, canards. De grandes volées d'oiseaux de rivage en vol au-dessus de l'eau au loin, virevoltant en masse, tantôt argentées tantôt sombres, contre le gris-bleu de l'eau. Il doit y avoir littéralement des milliers d'oiseaux à voir de cet endroit. »
Situé sur un corridor de migration (aviaire), le lac Owens redevient une zone importante pour les oiseaux de Californie et d'Amérique, reconnue par la National Audubon Society.
Sur le rivage, un réseau écologique de terres humides, plus ou moins régulièrement alimentées par des sources et des puits artésiens maintiennent en vie une partie de l'écosystème de l'ancien lac Owens. Ainsi une population de Pluvier neigeux (Charadrius nivosus) niche à Owens, où plusieurs milliers d'Oies des neiges (Chen caerulescens) et de canards séjournent aussi.
À la suite des efforts actuels de réduction des envols de poussière, la remise en eau du fond du lac a créé des habitats de profondeur variable (environ 0,9 mètre). 
Cette eau, bien qu'essentiellement saisonnière, contribue à étendre l'écosystème aquatique, faisant ainsi espérer aux ONGE de défenseurs de l'environnement que la poursuite du programme d'inondations peu profondes pourrait faire encore plus. 
Cependant, aucun projet sérieux ne vise à redonner au lac Owens son aspect originel ni même celui d'un lac "conventionnel".
En 2008 (le 19 avril), la Eastern Sierra Audubon Society, la société Audubon de Californie et l'Owens Valley Committee ont organisé conjointement la première étude à l'échelle du lac des populations d'oiseaux du lac Owens. 
Des volontaires ont enregistré un total de 112 espèces aviaires et 45 650 oiseaux (le nombre total d'oiseaux le plus élevé jamais enregistré officiellement à Owens Lake depuis qu'on y fait des comptages). Les volontaires ont identifié 15 espèces de canards et oies et 22 espèces d'oiseaux de rivage. Les totaux les plus élevés pour les individus d'une espèce sont notamment 13 873 Goélands de Californie (Larus californicus), nicheurs à l'intérieur des terres autour du Mono Lake et ailleurs) ; 9 218 Avocettes d'Amérique (Recurvirostra americana) ; 1767 Grèbes à cou noir (Podiceps nigricollis) ; 13 826 limicoles (Scolopacidae) tels que le Bécasseau variable (Calidris alpina), ou le Bécasseau minuscule (Calidris minutilla); et 2 882 canards de différentes espèces.

## Industrie locale

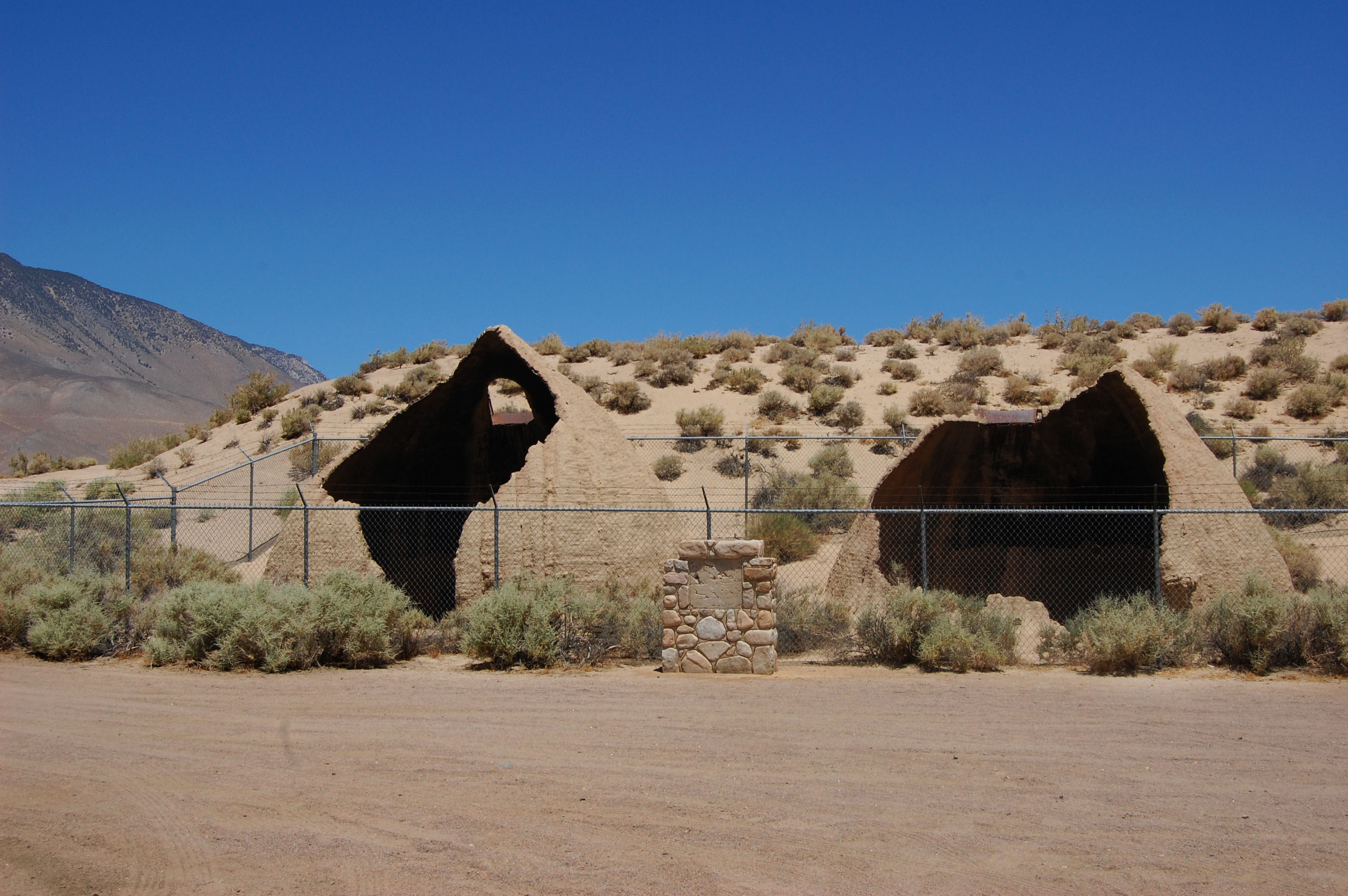
Vestiges des fours à charbon de bois de Cottonwood.

### Mines de Cerro Gordo
Ces mines multiples (de nos jours abandonnées sont situées à 2 608 mètres d'altitude dans les montagnes Inyo, près de Lone Pine, (comté d'Inyo, en Californie). Exploitées de 1866 à 1957 elles produisaient de l'argent, du zinc et du plomb et ont laissé des séquelles de pollution.  
La ville de Cartago située en aval de la Sierra Nevada, près de l’actuelle Olancha (Californie), était le point de sortie par l’ouest de la production des mines Cerro Gordo. Elle acheminait via le lac Owens des marchandises vers les ports au nord de Swansea (Californie) et Keeler (Californie) situés juste au-dessous des mines. De Cartago, un navire à fond plat (de type barge), le « Bessie Brady » a été mis à l'eau en 1872, réduisant à trois heures le trajet de fret au lieu de trois jours en faisant le tour du lac.
Une grande partie de son fret était constitué de lingots d’argent et de plomb provenant des mines de Cerro Gordo, qui étaient si productifs que les barres en métal raffiné attendaient dans de grands magasins avant que des membres de l’équipe de vingt mulets puissent le transporter à Los Angeles. Le parcours éprouvant de trois semaines (aller simple) s’est amélioré après la création de la Cerro Gordo Freighting Company, dirigée par les ancêtres de l’historien régional Remi Nadeau qui a écrit sur cette période.
La ville de Keeler, située au pied des montagnes Inyo sur l'ancienne côte nord, a remplacé Swansea comme port de plaisance et minier après le tremblement de terre de 1872 de Lone Pine. Dans les années 1870, le centre commercial des mines de Cerro Gordo comptait 5 000 habitants.
Le lac était Alors entouré de zones boisées, comme en témoignent les ruines de fours à charbon de Cottonwood qui alimentaient en combustible les fonderies d’argent et de plomb des mines Cerro Gordo à Swansea. Ces ruines sont situées du côté sud du fond du lac, près de Cartago. Ces fours étaient semblables aux Panamint Charcoal Kilns construits aux abords de la Vallée de la Mort. Les fours sont classés comme patrimoine historique de la Californie (marqués d'une plaque du California Historical Landmarks comme tous les lieux classés d'intérêt historique pour la Californie).

### Autres activités industrielles
Les mines d'argent étaient épuisées et abandonnées en 1879, mais Keeler fut sauvée quand le Carson et le Colorado Railroad construisirent des voies ferrées à voie étroite vers la ville. Elle est ensuite devenue un centre de prospection de soude, de sel et de marbre jusqu'en 1960. La ligne de chemin de fer fut vendue à la Southern Pacific Railroad en 1900. La population actuelle de Keeler n'est plus que d'environ 50 personnes et continue de décliner.
Au XXe siècle, la Clark Chemical Company opéra sur la côte nord-ouest de Bartlett, installant des étangs d'évaporation pour exploiter divers produits chimiques à partir de la saumure de lac et d'une usine pour les extraire.
D'autres activités extractives se sont installées autour du lac ou sur son ancien fond  :
- Inyo Development Company (1887-1920) ;
- Natural Soda Products Company/Michigan Alkali Company/Wyandotte Chemical Corporation (1912-1953) ;
- California Alkali Company/Inyo Chemical Company (1917-1932) ;
- Pacific Alkali/Columbia-Southern Chemical Corp./Pittsburgh Plate Glass (1928-1968) ;
- Permanente Metals Corporation (1947-1950) ;
- Morrison and Weatherly Chemical Corporation (M&W)/Lake Minerals Corporation (LMC)/Cominco American Inc./Owens Lake Soda Ash Company (OLSAC)/U.S. Borax/Rio Tinto Minerals, 1962–present. Rio Tinto Minerals has mineral lease renewals through 2048[14].

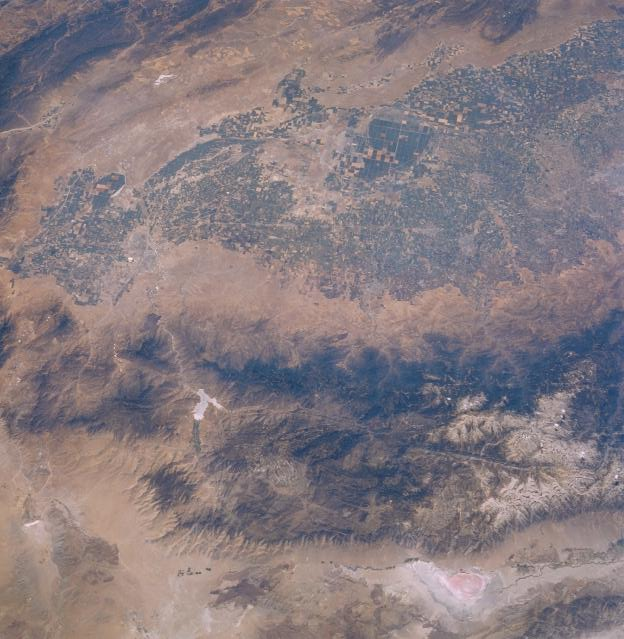
Vue des montagnes de la Sierra Nevada et des environs, prise par la mission STS-51-F en 1985.
Ce qui reste du lac Owens Lake est situé en bas à droite ; de couleur rosée en raison de sa teneur en microorganismes rouges, qui colonisent souvent les eaux sursalées.